# The Great Society
The Great Society var ett psykedeliskt rockband från San Francisco och existerade från 1965 till 1966. 

## Historik

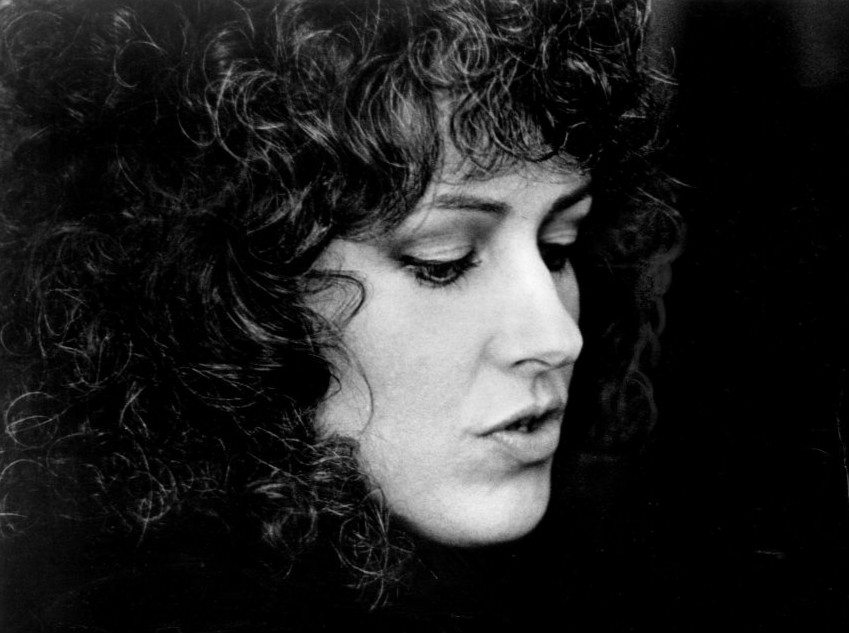
Grace Slick sjöng i The Great Society innan hon kom med i Jefferson Airplane.

Bandet är främst ihågkommet som sångerskan Grace Slicks första band och den första uppställningen bestod även av hennes dåvarande make Jerry Slick på trummor, hans bror Darby Slick på gitarr, sångaren David Minor och basisten Bard Dupont som snart byttes ut mot saxofonisten Peter Vandergelder eftersom Dupont varken hade förmågan eller viljan att utveckla sitt spelande. Minor lämnade även han bandet i slutet av sommaren 1966 och när han ett kort tag senare försökte komma tillbaka till bandet hade de redan splittrats.
Idén till att sätta ihop en grupp fick Grace och Jerry efter att sommaren 1965 sett ett nytt band kallat Jefferson Airplane på klubben The Matrix i San Francisco. De båda hade redan skapat musik tillsammans, framför allt till de filmer Jerry skapat på college. Jerry var även en hyfsad trummis och Grace hade inte bara en röst god nog utan även talang vad det gällde piano, blockflöjt och gitarr. Tillsammans med Jerrys yngre bror Darby samt övriga bandmedlemmar gjorde bandet sin debut den 15 oktober 1965 på Coffee Gallery i området North Beach i San Francisco.
The Great Society gav endast ut en singel under sin korta tid tillsammans, singeln bestod av ”Somebody to Love” (från början kallad ”Someone to Love”), skriven av Darby, och ”Free Advice” och släpptes på det lilla skivbolaget Autumn Records. Singeln hade inte någon påverkan på områden utanför San Francisco men gav dem tillfälle att arbeta med producenten Sylvester Stewart, mer känd som Sly Stone, som senare kom att bli ihågkommen för sitt eget band Sly and the Family Stone. Enligt rykten fick Stewart dock nog en dag då det tog The Great Society över 50 tagningar bara för att få till en sång.
Under 1966 agerade The Great Society ofta förband åt flera framgångsrika band från trakten, däribland Jefferson Airplane. Columbia Records erbjöd bandet ett skivkontrakt men innan kontraktet hade nått fram till bandet hade Grace Slick redan fått ett erbjudande från Jefferson Airplane att ersätta deras gravida sångerska Signe Anderson som bestämt sig för att lämna strålkastarljuset och fokusera på sin familj. Grace sa ja, tog med sig låtarna ”Somebody to Love” och egenkomponerade ”White Rabbit” och lämnade The Great Society som inte kunde överleva länge utan hennes närvaro. Gruppen splittrades under hösten 1966. Även Jerry och Grace separerade men skilde sig inte förrän 1971. 
1968 gav Columbia ut två album med liveframträdanden av The Great Society, Conspicuous Only in its Absence och How It Was, vilka förpackades till dubbelalbumet Collector’s Item utgivet 1971. Skivbolaget Sundazed gav 1995 ut en samlingsskiva som både innehöll bandets enda singel och studiomaterial.

## Medlemmar
- David Miner – sång, gitarr
- Jean Piersall – sång (under en kort tidsperiod 1965)
- Grace Slick – sång, blockflöjt, orgel, gitarr, basgitarr
- Bard Dupont – basgitarr, munspel
- Peter Vangelder – saxofon, basgitarr
- Darby Slick – gitarr
- Jerry Slick – trummor

## Diskografi
Studioalbum
- Born to Be Burned (Sundazed 1995, inspelad 1965)

Livealbum
- How It Was (Columbia 1968)
- Conspicuous Only in its Absence (Columbia 1968 som "The Great Society with Grace Slick", inspelad live 1966 på The Martix)
- The Great Society - Live at the Matrix (Demon Music Group 1989, inspelad live sommaren 1966)

Samlingsalbum
- Grace Slick and the Great Society: Collector's Item (Columbia 1971, 2xLP, samling med How It Was och Conspicuous Only in its Absence)

Singlar
- "Someone to Love" / "Free Advice" (Northbeach single #1001 1966)